# Yury Morozov (cầu thủ bóng đá, sinh 1985)
Yury Yuryevich Morozov (tiếng Nga: Юрий Юрьевич Морозов; sinh ngày 23 tháng 10 năm 1985) là một cầu thủ bóng đá người Nga. Anh thi đấu cho FC Olimpiyets Nizhny Novgorod.